# Ля-ля-фа
«Ля-ля-фа» — второй студийный альбом российской певицы Анжелики Варум, выпущенный в 1993 году на лейбле Jeff Records. В альбом вошли как новые композиции, в том числе песня, давшая название диску, «Городок» и «Художник, что рисует дождь», так и некоторые популярные записи из предыдущего альбома певицы.

## Отзывы и признание
В журнале «Афиша» включили альбом в свой список «30 лучших русских поп-альбомов», отметив, что это «самая нафаршированная хитами запись артистки», которая «прославила Анжелику на всю страну». «Даже если вынести за скобки главные хиты вроде „Городка“ и „Ля-ля-фа“, всё равно краснеть не за что: „Барабашка“ с „Самураем“ ничуть не хуже, в общем-то. А уж снятый Дмитрием Месхиевым эротический клип на сюрреалистическую композицию „Вавилон“ точно стоил обедни», — подытожил рецензент.
Музыкальный журналист Александр Горбачёв в книге «Не надо стесняться. История постсоветской поп-музыки в 169 песнях» заявил, что песня «Городок» благодаря одноименной юмористической телепередаче стала «одним из символов эпохи». Горбачёв написал, что в лучших вещах Варум всегда есть некая тайна, потому что, не отказываясь от чувствительности, она поёт так, словно находится где-то не здесь, и «возвышенно-трагическая» «Городок» — один из таких номеров. Газета «Комсомольская правда» включила в список лучших песен Анжелики Варум сразу четыре песни из альбома: «Ля-ля-фа», «Городок», «Good bye, мой мальчик», «Художник, что рисует дождь».
Песни «Ля-ля-фа» и «Городок» стали лауреатами фестиваля «Песня года».

## Список композиций
| №                   | Название                     | Длительность |
| ------------------- | ---------------------------- | ------------ |
| 1.                  | «Good bye, мой мальчик»      | 4:07         |
| 2.                  | «Ля-ля-фа»                   | 4:55         |
| 3.                  | «Твои глаза»                 | 2:47         |
| 4.                  | «Городок»                    | 4:14         |
| 5.                  | «Симфония дождя»             | 3:55         |
| 6.                  | «Человек свисток»            | 4:06         |
| 7.                  | «Художник, что рисует дождь» | 4:25         |
| 8.                  | «Одна»                       | 4:23         |
| 9.                  | «Барабашка»                  | 5:06         |
| 10.                 | «Самурай»                    | 4:10         |
| 11.                 | «Здравствуй и прощай»        | 4:01         |
| 12.                 | «Мама, я хочу домой»         | 4:12         |
| 13.                 | «Ночной мотель»              | 4:15         |
| 14.                 | «Соседский паренёк»          | 3:38         |
| 15.                 | «Будет лето»                 | 4:02         |
| 16.                 | «Закрой глаза»               | 4:18         |
| 17.                 | «Вавилон»                    | 3:25         |
| Общая длительность: | Общая длительность:          | 69:59        |

## Участники записи
- Анжелика Варум — вокал
- Юрий Варум — музыка, аранжировка
- Кирилл Крастошевский — музыка, слова
- Герман Витке — слова (2, 7, 17)
- Вадим Шогабутдинов — слова (3)
- Сергей Савин — продюсер

Сведения взяты из аннотации к альбому.